# Krempenheger Graben
El Krempenheger Graben és un petit afluent del riu Ammersbek a Alemanya. Neix a la reserva natural del Wohldorfer Wald tot just a la frontera amb Hoisbüttel a Slesvig-Holstein i hi desemboca a l'Ammersbek És un rierol típic de prats i boscs húmits amb um cabal lent i un desnivell petit.
Fotos d'amunt en avall

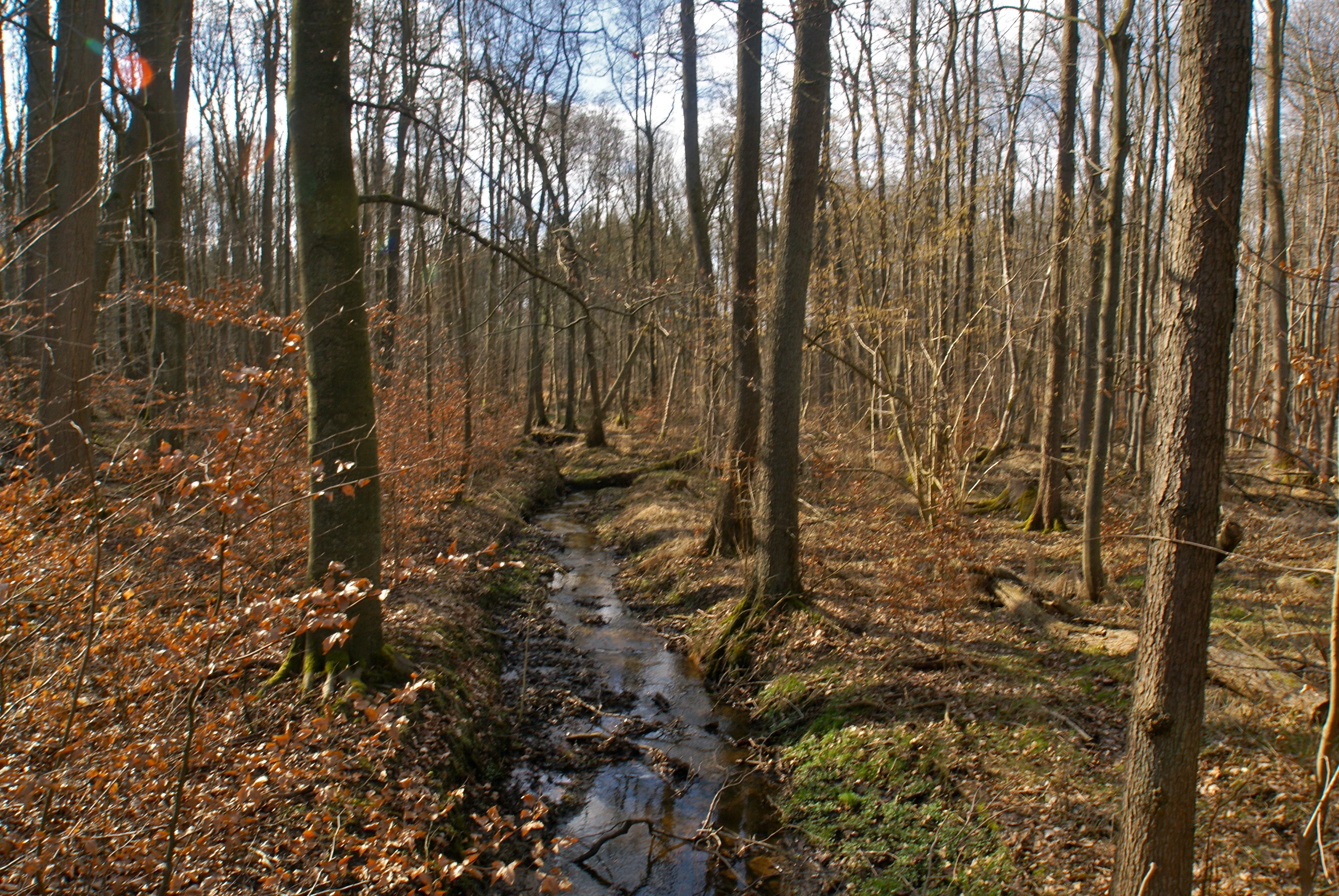
Prop del cimentiri Wohldorfer Waldfriedhof
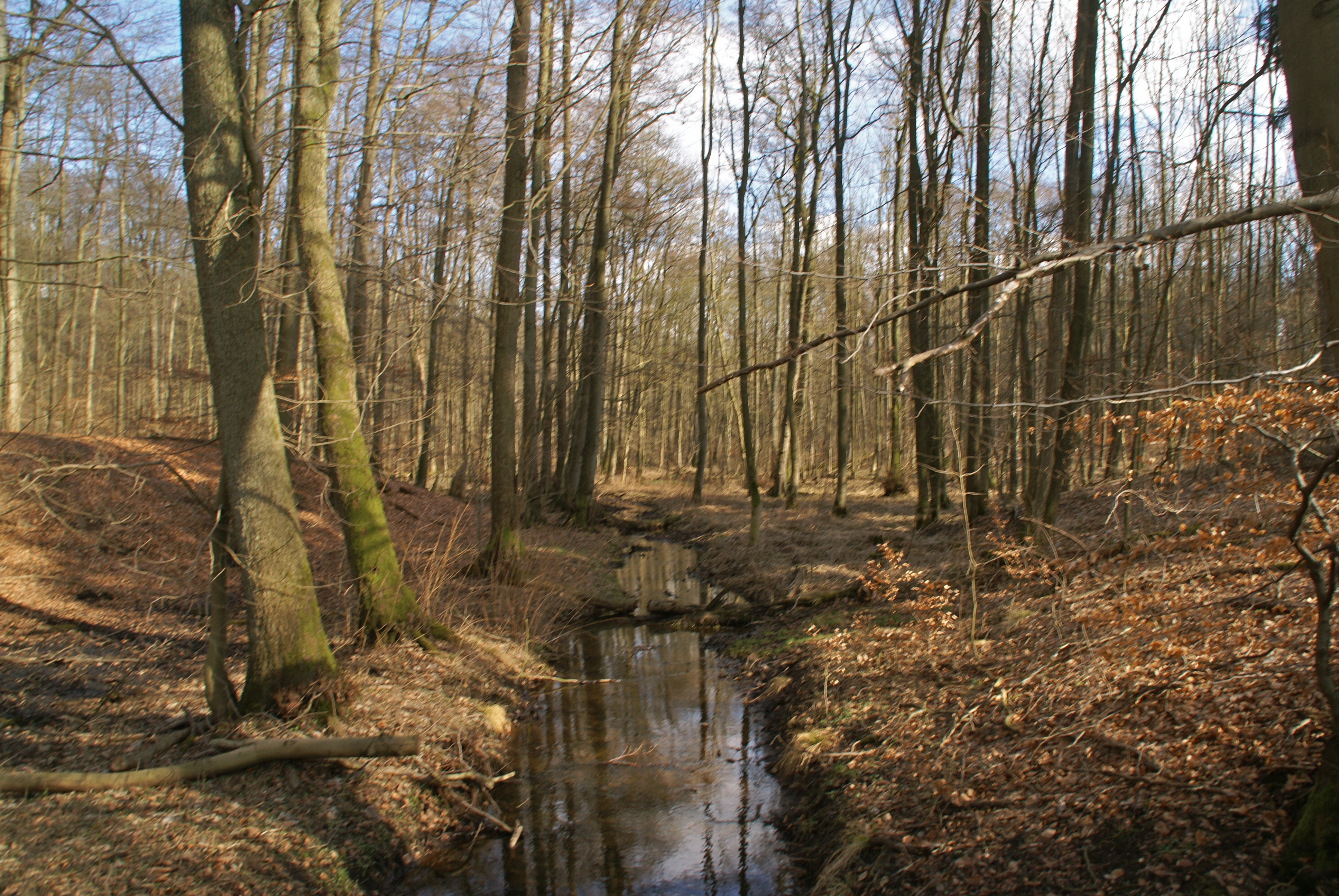
A través el bosc del Wohldorfer Wald
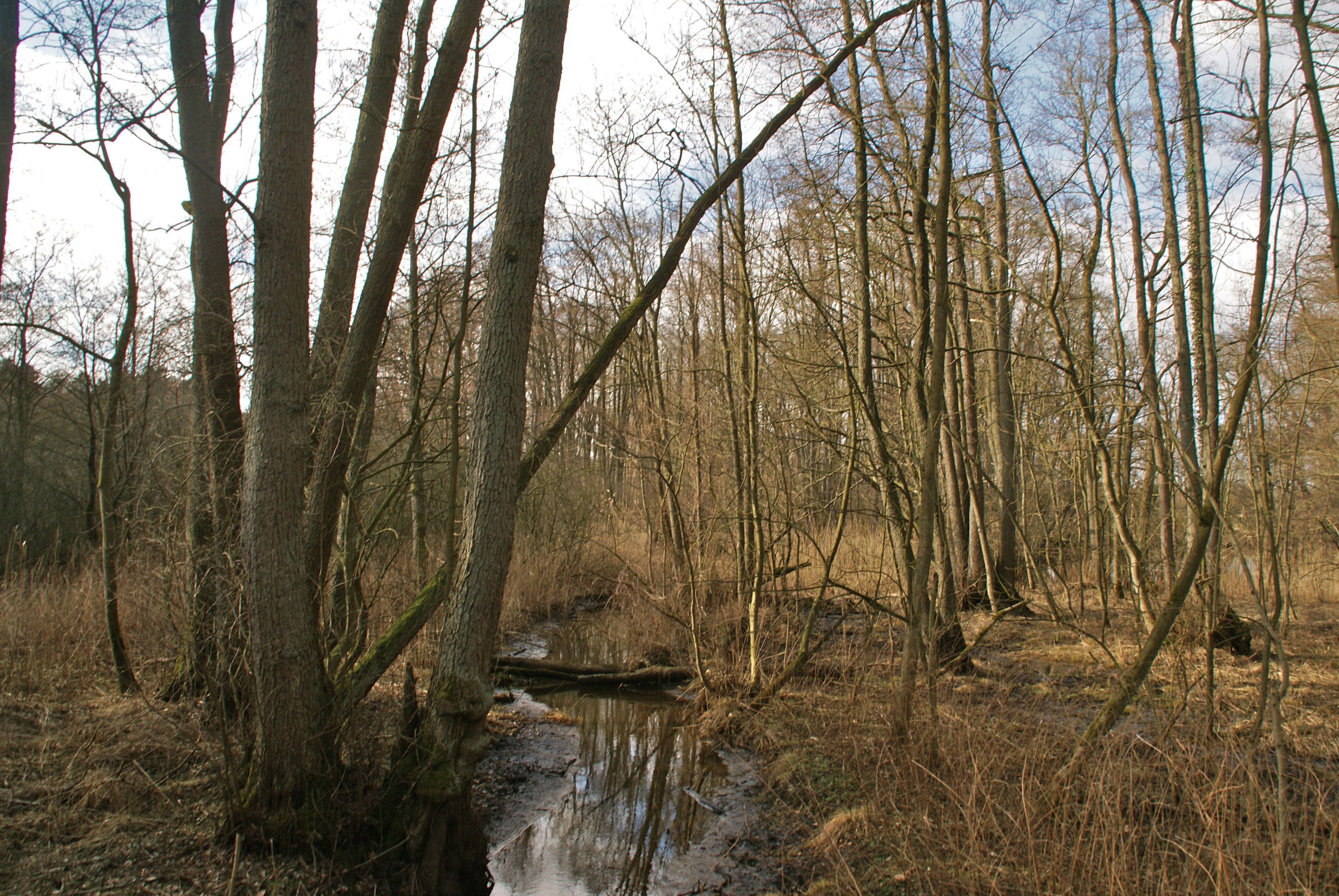
El desembodacament a l'Ammersbek